# Palomar de Arroyos
Palomar de Arroyos és un municipi d'Aragó, situat a la província de Terol i enquadrat a la comarca de les Conques Mineres.